# سل، انو
شهر سل, انو (به فرانسوی: Celles) در شهرستان تورنه  در استان انو  در منطقه فدرال والوون در کشور بلژیک واقع شده‌است.